# ポリュークト (デュカス)
序曲『ポリュークト』 (Polyeucte) は、ポール・デュカスが作曲した演奏会用序曲。「ポリュクト」とも表記される。

## 概要
この演奏会用序曲は、デュカスが26歳のときの1891年に作曲された。作品の中では初期にあたるもので、フランクやワーグナーに影響を見せながらも、すでにデュカスの個性が表れている。初演は翌年の1892年の1月23日に、パリでラムルーの演奏会で行われた。
序曲は、キリスト教の信仰と異教徒の娘ポリーヌへの愛との間で悩みながらも、最終的にはキリスト教の信仰を告白して殉教するローマ人のポリュークト（またはポリュクト）を描いたコルネイユの悲劇に基づいている。この悲劇は、モデルとなったキリスト教の聖人伝に伝えられるポリュークト伝とは若干内容が異なっている。

## 編成
フルート2、オーボエ2、コーラングレ、クラリネット2、バスクラリネット、ファゴット3、ホルン4、トランペット2、トロンボーン3、チューバ、ティンパニ、ハープ、弦五部

## 構成
アンダンテ・ソステヌート－アレグロ・ノン・トロッポ・ヴィヴァーチェ
全体は5つの部分からなり、2つの主題に基づく変奏曲の形式をとっている。曲は宗教的熱情に溢れたヘ短調のアンダンテ・ソステヌートから始まり、続いて激しいアレグロ・ノン・トロッポ・ヴィヴァーチェではポリーヌに対する現世の熱烈な愛が描かれる。この2つの主題を基に曲は進み、荘厳さと静けさのうちに曲は閉じられる。演奏時間は約13分。